# پائولو پلیکانو
پائولو پلیکانو (انگلیسی: Paolo Pellicanò؛ زادهٔ ۲۷ نوامبر ۱۹۹۵) بازیکن فوتبال است.
از باشگاه‌هایی که در آن بازی کرده‌است می‌توان به باشگاه فوتبال ونتزیا اشاره کرد.